# Gwiazdosz czarnogłowy

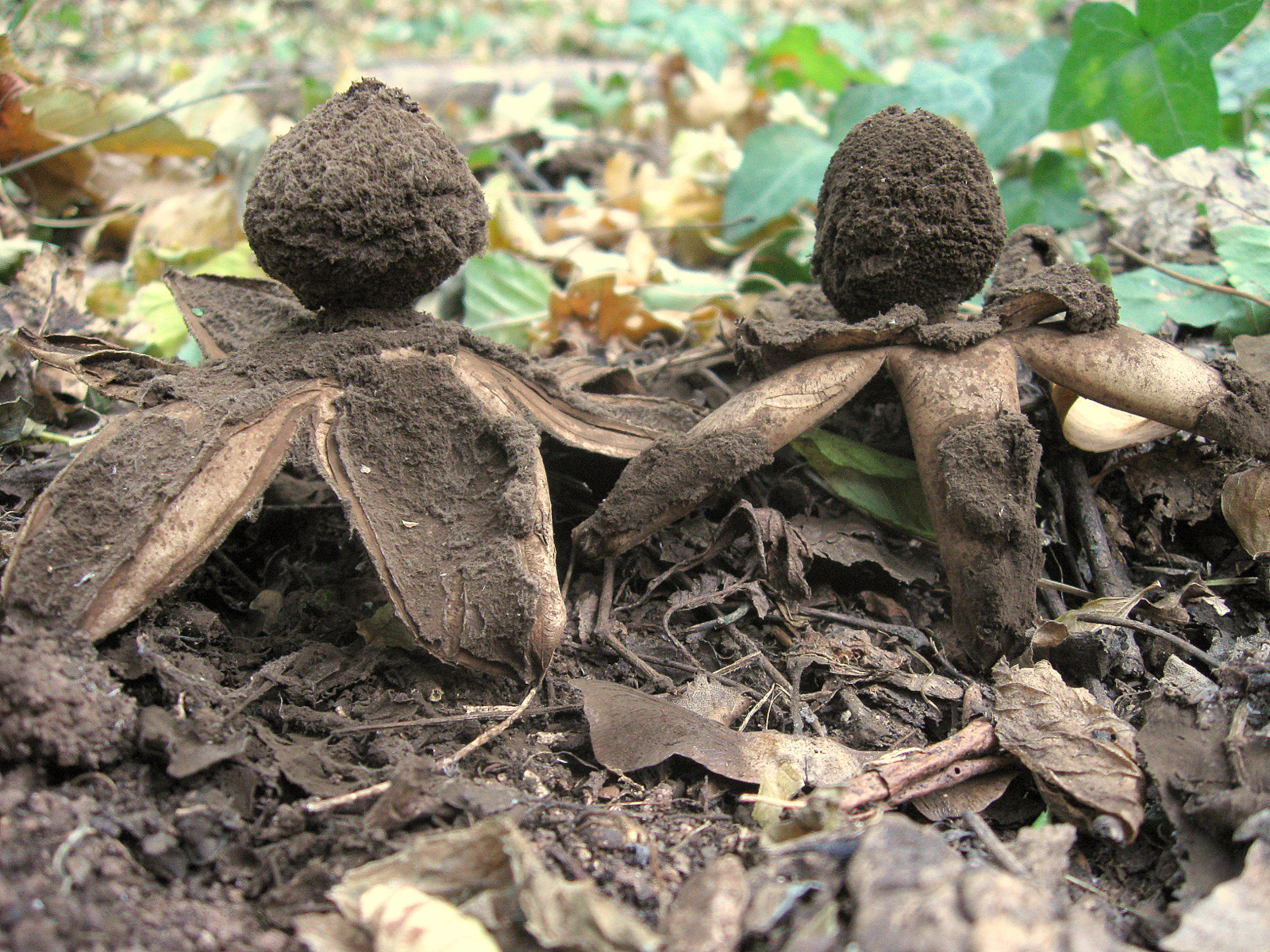

Gwiazdosz czarnogłowy (Geastrum melanocephalum (Czern.) V.J. Staněk) – gatunek grzybów z rodziny gwiazdoszowatych.

## Systematyka i nazewnictwo
Pozycja w klasyfikacji według Index Fungorum: Geastrum, Geastraceae, Geastrales, Phallomycetidae, Agaricomycetes, Agaricomycotina, Basidiomycota, Fungi.
Po raz pierwszy opisał go 1845 r. Wasilij Czerniajew, nadając mu nazwę Trichaster melanocephalus. W 1956 r. V.J. Staněk przeniósł go do rodzaju Geastrum. Synonimy:
- Geastrum melanocephalum f. pilatii V.J. Staněk 1958
- Trichaster melanocephalus Czern. 1845[2].

Feliks Teodorowicz w 1939 r. podał polską nazwę włochacz czarnogłowy, Wanda Rudnicka-Jezierska w 1991 r. zmieniła ją na gwiazdosz czarnogłowy, a Władysław Wojewoda w 2003 r. zarekomendował nazwę włosogwiazd czarnogłowy. Tylko nazwa podana przez W. Rudnickę-Jezierską jest spójna z aktualną nazwą naukową.

## Morfologia
Owocniki
Podobne do cebuli, za młodu zamknięte, kulistawe ze stożkowatym szczytem, o barwie jasnobrązowej, szarobrązowej lub orzechowej, o średnicy około 2–5(–7) cm i wysokości do 7 cm. Perydium skórkowate, bardzo twarde, czterowarstwowe. Podczas dojrzewania zarodników rozrywa się na szczycie na 4–7 nieregularne ramiona, które rozchylają się na boki, wskutek czego owocnik osiąga średnicę do 15 cm, a czasami nawet do 22 cm. Ramiona te wkrótce podginają się podnosząc do góry endoperydium. Zewnętrzna warstwa egzoperydium jest cienka, łuskowato-chropowata, dość wcześnie odpadająca i odsłaniająca drugą, twardą, grubą, włóknistą i gładką warstwę, początkowo brudnobiałą, później jasnobrązową, w końcu czerwonobrązową. Trzecia z kolei warstwa perydium jest mięsista o grubości 3–5 mm, gładka, początkowo biała, potem zmieniająca barwę kolejno na czerwonawą i brązową.
Podczas pękania egzoperydium następuje pękanie również ściśle z nim związanego endoperydium i odsłonięcie gleby. Po pęknięciu owocnika endoperydium szybko ulega zniszczeniu. Najdłużej utrzymującą się częścią owocnika jest włóknista, gładka, brązowa lub czarniawa warstwa przyjmująca postać poskręcanych płatów. Na odsłoniętej wewnętrznej części egzoperydium często znajdują się kłaczkowate fragmenty oderwanej gleby. Gleba składa się z zarodników i włośni, po odsłonięciu ma postać watowatej kuli o średnicy do 3, czasami do 6 cm. Wiatr, woda i zwierzęta powodują stopniowe jej rozwiewanie. Pozostaje tylko zwarta kolumella o wysokości do 2 cm i średnicy 0,5–1 cm u podstawy.
Cechy mikroskopowe
Zarodniki brązowe, kuliste, o średnicy 4,5(–6) µm, o powierzchni pokrytej krótkimi i tępymi kolcami, czasem brodawkowatej (do 18 brodawek na obwodzie). Włośnia nitkowata o brązowych strzępkach różnej długości, bez przegród i grubości do 7,5 µm.

## Występowanie i siedlisko
Podano występowanie gwiazdosza czarnogłowego w Europie i Azji Zachodniej. Jest rzadki. W Polsce W. Wojewoda w 2003 r. przytoczył dość liczne stanowiska, bardziej aktualne i dość liczne stanowiska podaje internetowy atlas grzybów. Gatunek znajduje się na Czerwonej liście roślin i grzybów Polski. Ma status E– gatunek wymierający, którego przeżycie jest mało prawdopodobne, jeśli nadal będą działać czynniki zagrożenia. Do 2014 roku podlegał ochronie gatunkowej, później został wykreślony z listy gatunków chronionych.
Naziemny grzyb mykoryzowy. Występuje w kserotermicznych lasach liściastych, zwłaszcza pod głogiem, dzikimi jabłoniami i gruszami, śnieguliczkami. Owocniki tworzy zwykle od czerwca do października. Preferuje miejsca zacienione. Jego owocniki jesienią i zimą bywają rozrywane przez ptaki, które szukają ukrytych w nich owadów. Przyczynia się to do rozprzestrzeniania zarodników grzyba.